# Слотник, Дэниел
Дэниел Слотник (англ. Daniel Leonid Slotnick) (1931—1985) — математик и компьютерный архитектор.
После окончания Колумбийского университета в 1952 году принимал до 1954 года участие в работе над IAS-машиной в команде Джона фон Неймана в Институте перспективных исследований.
В своих работах, опубликованных совместно с Джоном Коком в 1958 году, впервые выдвинул идеи использования параллелизма в численных вычислениях. Позднее он был главным архитектором суперкомпьютера ILLIAC IV.